# 키시

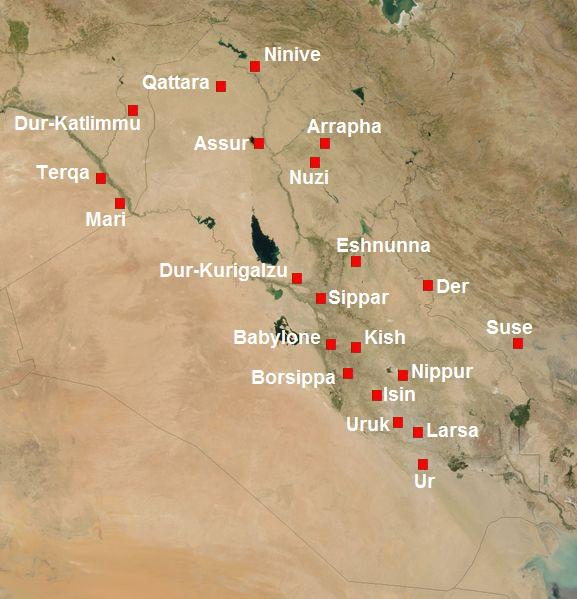
기원전 두 번째 천년의 메소포타미아

키시(Kish 수메르어 KIŠKI, 현재의 Tall al-Uhaymir)는 수메르의 고대 도시이다. 바빌론에서 동쪽으로 12km 현재 바그다드에서 남쪽으로 80km의 이라크의 바빌 주에 있다. 수메르 왕 목록에 따르면 신화상의 대홍수인 델루게(Deluge)이후 처음으로 집권한 도시이다. 초기 왕조 1기의 초기에 슈루팍내에 고고학적으로 검증된 강의 범람이 있었다. 범람층 아래에 파괴된 층에서 다색의 도기의 연대가 초기 왕조 기간 바로 이전의 젬데트 나스르 시대까지 거슬러 올라간다. 키시 도시의 수호신은 자바바(Zababa)다.

## 지도
| 모술바그다드테헤란유프라테스강티그리스강니푸르기르수라가시마라드우루크우바이드우르에리두키시수사안샨마리아카드이신라르사바빌론아수르니네베님루드두르샤루킨class=notpageimage\| 메소포타미아의 고대 도시들 : 수메르의 도시 : 엘람의 도시 : 아카드 제국의 도시 : 아모리인의 도시 : 바빌로니아의 도시 : 아시리아의 도시 : 현대의 이라크 · 이란의 도시 |

## 키시왕조

### 제1 왕조
- 주슈르 : 1200년)
- 쿨라신아벨 : 960년)
- 난기쉴리수마 ( 670년)
- 엔-타라-아나 ( 420년)
- 바붐 ( 300년)
- 푸안눔 ( 840년)
- 칼리붐 ( 960년)
- 칼루뭄 ( 840년)
- 주카큎 ( 900년)
- 아탑 ( 600년)
- 마쉬다 ( 840년)
- 아르위움 ( 720년)
- 에타나 (1500년)
- 발리 ( 400년)
- 엔-메-누나 ( 660년)
- 멜렘-키쉬 ( 900년)
- 바르살-무나 ( 1200년)
- 자무그 ( 140년)
- 티즈카르 ( 305년)
- 일쿠 ( 900년)
- 일타사둠 ( 1200년)
- 엔-멘-바라게-시 (900년)
- 아가 ( 625년)

### 제2 왕조
- 수수다 ( 201년)
- 다다식 ( 81년)
- 마마갈 (360년)
- 칼붐 ( 195년)
- 투게 ( 360년)
- 멘-누나 ( 180년)
- 엔비-이쉬타르 ( 290년)
- 루갈른구 ( 360년)

### 제3 왕조
- 쿠그-바바 ( 100년)

### 제4 왕조
- 푸주르-신 ( 25년)
- 우르-자바바 ( 400 (6?) 년)
- 지문다르 ( 30년)
- 우시-와타르 ( 7년)
- 에쉬타르-무티 ( 11년)
- 이쉬메-샤마쉬 ( 11년)
- 슈-일리슈 ( 15년)
- 난니야 ( 7년)

1. ↑   위 지도에는 우바이드(30°58′N 46°05′E)와 우르(30°57′N 46°06′E)가
 같은 위치에 표시되어 있다